# Iannis Amanatidis
Iannis Amanatidis (Kozani, 3 de desembre de 1981) és un futbolista grec. Va començar com a futbolista al Stuttgarter SC. Posteriorment jugà a clubs com VfB Stuttgart, Eintracht Frankfurt o 1. FC Kaiserslautern. Fou internacional amb la selecció grega. Posteriorment ha estat entrenador a l'Iraklis.